# Wolodarsk (Ukraine)
Wolodarsk (ukrainisch Володарськ – ukrainisch offiziell seit dem 12. Mai 2016 Wedmesche/Ведмеже; russisch Павловка/Pawlowka) ist eine Siedlung städtischen Typs im Süden der ukrainischen Oblast Luhansk mit etwa 2700 Einwohnern.
Der Ort gehört administrativ zur Stadtgemeinde der 6 Kilometer südöstlich liegenden Stadt Swerdlowsk und bildet eine eigene Siedlungsratsgemeinde, zu der auch die Siedlung städtischen Typs Pawliwka zählt. Die Oblasthauptstadt Luhansk befindet sich 51 Kilometer nordwestlich des Ortes, durch den Ort fließt der Fluss Mala Medwescha (Мала Медвежа).
Wolodarsk wurde 1905 unter dem Namen Sobatschowka (russisch Собачовка) gegründet und trug nach der Oktoberrevolution den Namen Schachty Nr. 10 (шахти № 10), 1923 erhielt sie zu Ehren des russischen Revolutionärs W. Wolodarski den aktuellen Namen, 1938 wurde der Ort zu einer Siedlung städtischen Typ erhoben, seit Sommer 2014 ist der Ort im Verlauf des Ukrainekrieges durch Separatisten der Volksrepublik Lugansk besetzt.